# Émile Anfrie
Émile Anfrie (La Noë-Poulain, 4 août 1831 - Lisieux, 30 juin 1922) est un naturaliste et écrivain français. Cette personnalité est associée à la ville de Lisieux.

## Domaine d'observations
Les observations d’Émile Anfrie se situent majoritairement en Normandie, et notamment à Lisieux. Ses observations sont rapportées dans le Bulletin de la Société des amis des sciences naturelles de Rouen.
Émile Anfrie réalise une des premières études sur le vison d'Europe (Mustela lutreola). Ces écrits rassemblent des informations sur le gypaète barbu, la chouette lapone (Strix nebulosa) ou l'alouette des champs (Alauda arvensis).
En 1912, il donne à la Ville de Lisieux 1800 oiseaux, 200 mammifères, 100 reptiles... répartis en 27 vitrines. Une petite partie des collections d'Émile Anfrie est encore conservée au Muséum national d'histoire naturelle.
Il meurt à Lisieux quelques semaines après son épouse, à l'âge de 90 ans.